# Силосово
Силосово (баш. Силасау) — деревня в Бураевском районе Республики Башкортостан Российской Федерации. Входит в состав Бадраковского сельсовета.

## География

### Географическое положение
Расстояние до:
- районного центра (Бураево): 28 км,
- центра сельсовета (Большебадраково): 3 км,
- ближайшей ж/д станции (Янаул): 96 км.

## История
До 1994 года деревня входила в Бикметовский сельсовет (Указ Президиума Верховного Совета РБ от 20.01.94 N 6-2/22 «О передаче деревни Силосово из Бикметовского сельсовета в состав Бадраковского сельсовета Бураевского района»). 

## Население
| 2002 | 2009 | 2010 |
| ---- | ---- | ---- |
| 337  | ↘330 | ↘284 |

Согласно переписи 2002 года, преобладающая национальность — башкиры (98 %).